# Ådnholmen
Ådnholmen  est une île norvégienne du comté de Hordaland appartenant administrativement à Øygarden.

## Description
Rocheuse et couverte d'une légère végétation, elle s'étend sur environ 306 m de longueur pour une largeur approximative de 171 m, l'altitude est de 21 mètres.
L'île est repérable du fait de la présence d'une bouée rouge de l'administration côtière norvégienne (60° 23.72' N, 04° 55.71' E).